# 女服起义
女服起义是东汉后期四川东部的一次人民起义。汉桓帝年间，宦官外戚专权，政治大坏，在四川巴郡境内，不断爆发小股人民起义。巴郡女服起义，有众千余人，活动范围达干余里，杀伤官吏甚众。后在东汉军队的镇压下失败。一派认为，“女服”当是其衣着有如女服，故被东汉统治者称为“女服贼”；另一派认为，这次起义当是汉冲帝永嘉元年（145年）九月巴郡人服直领导的起义。